# Wat is denn dat??
Wat is denn dat?? är det femte musikalbumet av den tyska popduon De Plattfööt.

## Låtlista
1. Hubertusjagd
2. Wat is denn dat??
3. Blasmusik
4. Eenmal nach Rio
5. Wir sind die Cowboys von Nord-Germany
6. Wohnen an der Autobahn
7. Der letzte macht das Licht aus
8. All 'ne long Tied her
9. Hein wier een Seemann
10. Am Strand
11. Hüt abend süll he wedder bi
12. La-La-Livemusik
13. Trina
14. Mecklenburg-schöne Burg